# Europäische Zahlungsunion
Die Europäische Zahlungsunion (EZU; englisch European Payments Union) war ein völkerrechtlicher Vertrag zwischen den am Marshallplan beteiligten Staaten Europas zur Erleichterung des internationalen Zahlungsverkehrs im Außenhandel.

## Allgemeines
Mitgliedstaaten der EZU waren ursprünglich Westdeutschland, Österreich, die Schweiz, Belgien, Dänemark, Frankreich, Island,  Italien, Griechenland, Luxemburg, die Niederlande, Norwegen, Portugal, Schweden, die Türkei und das Vereinigte Königreich mit dem größten Teil des Sterling-Blocks. Auch französische Überseegebiete waren in das Abkommen einbezogen.

## Funktionsweise
Die EZU diente der Erleichterung des Zahlungsverkehrs der Mitglieder des Marshallplans, wobei eine einheitliche Rechnungseinheit der Verrechnung beim Clearing über die Bank für Internationalen Zahlungsausgleich (BIZ) zugrunde gelegt und die multilaterale Abwicklung durch Kreditfazilitäten ermöglicht wurde. Die Mitgliedstaaten der EZU mussten der BIZ an bestimmten Stichtagen die Salden aus ihren Forderungen und Verbindlichkeiten gegenüber anderen EZU-Mitgliedstaaten melden. Rechnungseinheit war der Gold-US-Dollar, wobei ein monatliches Defizit ursprünglich zu 15 % durch Kredite und 85 % mit Gold oder US-Dollar auszugleichen waren. Die Quoten änderten sich mehrfach, ab August 1955 betrugen sie 25 % Kredit und 75 % Gold oder US-Dollar. 

## Geschichte
Die EZU war – ebenso wie später das europäische Währungssystem auf der Basis der Verrechnungswährung ECU – auch wesentlich mit inspiriert von John Maynard Keynes’ Plan einer internationalen Clearing Union, den er 1944 auf der Konferenz von Bretton Woods vorgestellt hatte. Keynes wiederum hatte sich bei seinem Plan auch von Walther Funks Rede zur wirtschaftlichen Neuordnung Europas vom 25. Juli 1940 anregen lassen.
Die im Juli 1950 im Rahmen der damaligen OEEC errichtete Europäische Zahlungsunion vereinbarte ein Clearing der Mitgliedstaaten bis zur Konvertibilität der einzelnen Währungen im Dezember 1958. Vierzehn westeuropäische Staaten erklärten im Dezember 1958 die Konvertibilität ihrer Währungen. Die Europäische Zahlungsunion hatte mit der Einführung der Konvertibilität ihr Hauptziel erreicht. Es folgte ab Januar 1959 das bereits im August 1955 gegründete Europäische Währungsabkommen, mit dem eine europäische Rechnungseinheit (RE) verbunden war und eine durchschnittliche Entwicklung des Wertes der Währungen der Mitgliedstaaten der Gemeinschaft ausdrückte. Die Rechnungseinheit war anfänglich in Bezug auf den US-Dollar (dieser versehen mit einer Goldkonvertibilität von 0,88867088 Gramm Feingold) definiert; es galt 1 RE = 1 US-Dollar. Mit der Einstellung der Goldkonvertibilität des US-Dollar im August 1971 wurde dieser fixe Wert zu einem rein abstrakten Maßstab der RE. Deshalb folgte im Januar 1975 die Europäische Rechnungseinheit (ERE), welche auf einem so genannten Währungskorb der Mitgliedstaaten basierte, dessen Umrechnungssatz zur ERE jeden Tag zur Verfügung stand und täglich im Amtsblatt der Europäischen Gemeinschaften veröffentlicht wurde. Die ERE wurde zunächst im März 1975 bei der Europäischen Investitionsbank und im April 1975 beim Europäischen Entwicklungsfonds eingeführt, um dann im Januar 1976 bei der EGKS eingesetzt zu werden. Im Januar 1978 wurde der Gesamthaushalt der Europäischen Gemeinschaft in ERE aufgestellt.
Die ERE wurde im Januar 1981 durch die Europäische Währungseinheit (ECU) ersetzt, dem Vorläufer des heutigen Euro, der im Januar 1999 eingeführt wurde.